# Geraldine Sharpeová
Geraldine Sharpeová (nepřechýleně Geraldine Sharpe; 1929 Trenton – 29. prosince 1968 West Chester), známá také jako Gerry Sharpeová, byla americká fotografka. Pracovala jako asistentka Ansela Adamse. Dvě hlavní oblasti tvorby Sharpeové zahrnují fotografie krajiny a Ghany (od roku 1962).

## Životopis
Narodila se v Trentonu ve státě New Jersey. Navštěvovala California School of Fine Arts (nyní San Francisco Art Institute), kde absolvovala v roce 1956. Studovala u Pirkleho Jonese a Billa Quandta. Během školních studií byla její fotografická kamera byla Zeiss Ikon 120.
Po promoci pracovala v letech 1957 až 1962 jako fotografická asistentka Ansela Adamse. Mnoho z jejích krajinářských fotografií bylo pořízeno na stejných místech jako Adams, ale její práce měly více temných tónových kvalit a vypadaly více "tragicky" v předmětu a kompozici.
V roce 1962 jí bylo uděleno Guggenheimovo stipendium za fotografii, které sloužilo k práci v Ghaně. V roce 1967 pomohla spoluzaložit neziskovou organizaci Friends of Photography v Carmelu v Kalifornii. V době své smrti v roce 1968 působila jako ředitelka fotografie v Francis du Pont Winterhur Museum (nyní Winterthur Museum, Garden and Library) v Delaware.
Zemřela 29. prosince 1968 ve West Chester, Pennsylvania, po krátké nemoci ve věku 39 let. Její dílo je součástí muzejní sbírky v Monterey Museum of Art.